# 셰인 도슨
셰인 도슨(Shane Dawson, 1988년 7월 19일 ~ )은 미국의 유튜버, 작가, 코미디언, 배우, 영화 감독, 음악가이다. ShaneDawsonTV, ShaneDawsonTV2, Shane 3개의 채널을 가지고 있으며, 구독자의 합계는 400만명을 넘어 단독 채널 중 1위이다. 비디오의 내용은 인기 뮤지션과 TV 드라마의 패러디, 다른 유튜브 스타에 대해 논평하거나 일상 생활을 말하는 것만으로도 많다. 2010년 2월 2일, 포브스지는 도슨을 인터넷에서 25번째로 유명한 인물로 게재했다.